# Meka Whaitiri
Meka Whaitiri (nascuda a Manutuke, Gisborne) és una política neozelandesa i diputada de la Cambra de Representants de Nova Zelanda, representant la circumscripció electoral d'Ikaroa-Rāwhiti des de l'elecció parcial d'Ikaroa-Rāwhiti de 2013. És membre del Partit Laborista.

## Inicis
Whaitiri va néixer a Manutuke, una vila a la regió de Gisborne. Va créixer a Hastings on seria una alumna destacada a l'Escola Secundària de Karamu (Karamu High School). Els seus estudis terciaris els realitzà a la Universitat Victòria de Wellington, d'on es graduà amb un màster en educació. Forma part de les iwis Ngāti Kahungunu i Rongowhakaata.
Ha estat assessora pel Ministre d'Afers Maoris i entre el 2009 i 2013 va ser la gerenta de l'iwi Ngāti Kahungunu, la tercera iwi més gran de Nova Zelanda.

## Diputada
| Parlament de Nova Zelanda |      |                |                |           |
| Anys                      | Leg. | Circumscripció | Circumscripció | Partit    |
| 2013-actualitat           | 50   | Ikaroa-Rāwhiti | Ikaroa-Rāwhiti | Laborista |

En morir el diputat d'Ikaroa-Rāwhiti des de les eleccions generals de 1999 Parekura Horomia el 29 d'abril de 2013, hi va haver una posició vacant per al diputat d'aquesta circumscripció; aquesta posició vacant donà lloc a una elecció parcial per assegurar-se'n representació de l'electorat de la circumscripció fins a les pròximes eleccions generals. Whaitiri, que era una de les sis persones del Partit Laborista que optaren a aquesta elecció parcial, fou elegida com a candidata.
El 29 de juny de 2013 resulta electa amb el 41,52% del vot. En segon lloc quedà Te Hāmua Nikora del Partit Mana amb el 24,78% del vot. Els quatre primers canditats van assolir més del 10% del vot cadascun. Va guanyar per una majoria de més de 1.700 vots.

## Vida personal
Whaitiri té dos fills.